# Trupanea pantosticta
Trupanea pantosticta
 es una especie de insecto díptero que Hardy describió científicamente por primera vez en 1980.
Esta especie pertenece al género Trupanea de la familia Tephritidae.